# M96 (astronomia)
M 96 (conosciuta anche come NGC 3368) è una galassia a spirale intermedia visibile nella costellazione del Leone; fa parte di un gruppo di galassie situate proprio al centro della costellazione del Leone, detto Leo I. Fu scoperta, insieme a M95, da Pierre Méchain, il 20 marzo 1781.

## Osservazione

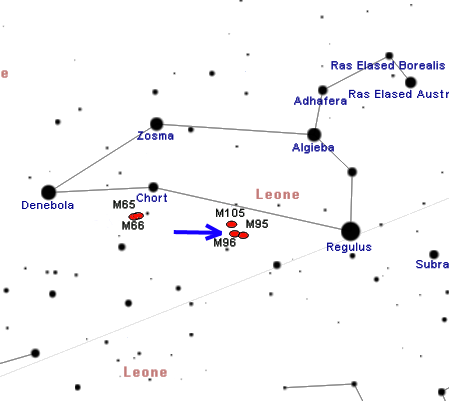
Mappa per individuare M96.

M96 e le sue compagne si individuano in un'area povera di stelle di riferimento: occorre partire dunque dalla linea che congiunge Regolo a θ Leonis, fermarsi a metà via e spostarsi a sud di circa 2°; è appena osservabile con un binocolo 10x50, essendo la più luminosa del gruppo a cui appartiene, in cui si mostra come una vaga nebulosità chiara senza particolare, come pure in un telescopio da 60-80mm di apertura. Con strumenti da 150-250mm si individua il nucleo, brillante e di forma ellittica allungato in senso sudest-nordovest, più un vago alone orientato nella stessa direzione, con presenza di alcuni chiaroscuri che fanno pensare ad una struttura a spirale.
M96 può essere osservato con facilità da entrambi gli emisferi terrestri, grazie al fatto che la sua declinazione non è eccessivamente settentrionale; dalle regioni boreali è maggiormente osservabile e si presenta estremamente alto nel cielo nelle notti di primavera, mentre dall'emisfero australe resta sempre mediamente più basso, ad eccezione delle aree prossime all'equatore. È comunque visibile da tutte le aree abitate della Terra. Il periodo migliore per la sua osservazione nel cielo serale è quello compreso fra febbraio e agosto.

## Storia delle osservazioni

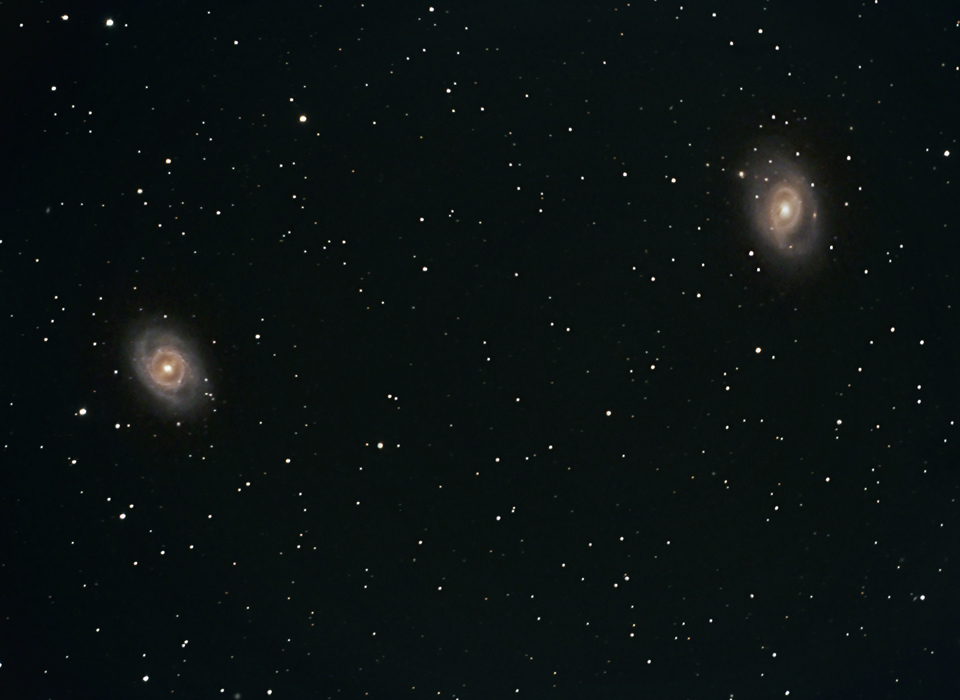
M95 e M96, rispettivamente a sinistra e a destra.

La galassia fu scoperta da Pierre Méchain assieme alle altre due del gruppo, M95 e M105; le segnalò a Charles Messier, che descrisse M96 come una macchia estremamente debole e difficile da osservare priva di stelle e ne fornì le coordinate. William Herschel, che disponeva di un telescopio molto più potente di quello del Messier, la descrisse al contrario come una nube molto luminosa, molto larga, un po' allungata, immediatamente luminosissima nel centro, appena risolubile; Lord Rosse, che la osservò con uno strumento ancor più potente, la descrisse come una nube con un centro brillante.

## Caratteristiche

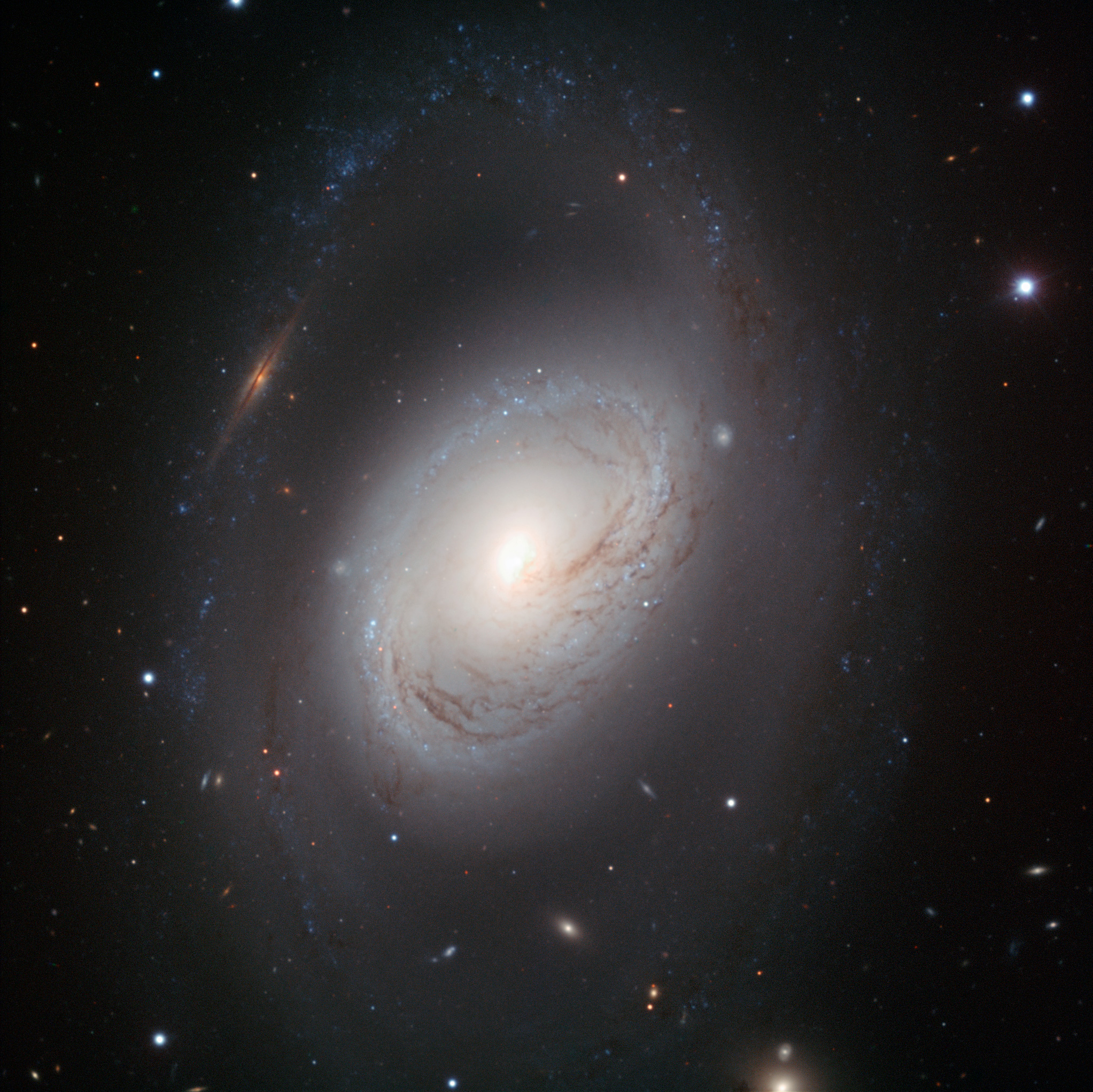
La galassia “M96” attraverso l'ESO Very Large Telescope.

M96 è una galassia spirale posta alla distanza di 31,3 milioni di anni luce; a questa distanza, le sue regioni centrali più luminose possiedono una dimensione reale di oltre 65000 anni luce, le quali però sono circondate da una struttura ad anello relativamente debole, esteso per oltre 100000 anni luce: questa struttura possiede un gran numero di stelle giovani e blu molto luminose, che le conferiscono il caratteristico colore azzurrino. Questa regione è sede di importanti fenomeni di formazione stellare; le regioni centrali sono invece composte da stelle più vecchie e il colore dominante è il giallo. La massa della galassia è stata stimata essere di 160 miliardi di masse solari; l'inclinazione sulla nostra linea di vista del suo piano galattico è di 35°. Nel 1998 è stata osservata una supernova che raggiunse la magnitudine apparente 11,8.

## Gruppo di M96
M96 è la più luminosa delle galassie facenti parte del Gruppo di M96, un gruppo di galassie visibile nella costellazione del Leone; questo gruppo contiene anche le vicine M95 e M105.

### Libri
- (EN) Stephen James O'Meara, Deep Sky Companions: The Messier Objects, Cambridge University Press, 1998, ISBN 0-521-55332-6.

### Carte celesti
- Toshimi Taki, Taki's 8.5 Magnitude Star Atlas, su geocities.jp, 2005. URL consultato il 7 novembre 2010 (archiviato dall'url originale il 5 novembre 2018). - Atlante celeste liberamente scaricabile in formato PDF.
- Tirion, Rappaport, Lovi, Uranometria 2000.0 - Volume I - The Northern Hemisphere to -6°, Richmond, Virginia, USA, Willmann-Bell, inc., 1987, ISBN 0-943396-14-X.
- Tirion, Sinnott, Sky Atlas 2000.0 - Second Edition, Cambridge, USA, Cambridge University Press, 1998, ISBN 0-933346-90-5.
- Tirion, The Cambridge Star Atlas 2000.0, 3ª ed., Cambridge, USA, Cambridge University Press, 2001, ISBN 0-521-80084-6.